# Enrique Manuel de Villena
Enrique Manuel de Villena (1337-c. 1414), noble castellano, I conde de Seia, I señor de Cascais y alcaide mayor de su castillo, de los realengos de a par de Oeiras y de Algés y del palacio de Sintra, II señor de Montealegre, I señor de Belmonte y de Meneses, era hijo natural de Don Juan Manuel, príncipe de Villena, y de Inés de Castañeda, hija de Diego Gómez de Castañeda, I señor de las Hormazas y de Sedano, y de Juana Fernández de Guzmán. Fue medio hermano de dos reinas: Constanza, casada con el rey Pedro I de Portugal, y por tanto, sería tío del rey Fernando I de Portugal, y Juana Manuel, la esposa del rey Enrique de Trastámara y madre de su sucesor, Juan I de Castilla. Fue, además, consejero de Juan I, Enrique III y Juan II de Castilla.

## Relación con las coronas de Castilla y de Portugal
Acompañó a su hermana Constanza a Portugal para su boda, celebrada en 1340, con Pedro I y ahí se quedó después de la muerte de la reina Constanza en 1349. Recibió muchas mercedes de los reyes Fernando I y Juan I de Portugal. Ya para el año 1381 aparece con los títulos de conde de Seia y de «dom».
Su sobrino el rey Fernando I le donó los castillos de Chaves, los derechos de Fontes y São Martinho de Mouros, las rentas de Mirandela y su término, el señorío de Lamas de Orelhão, los préstimos de Ourilhe y Castelo, y los señoríos de Cascais y de Oeiras de juro de heredad, pero no figura con el título de conde de Sintra como sugieren algunos autores aunque sí aparece en la documentación como alcaide-mayor de Sintra.
En 1383, el rey portugués Fernando I  murió sin hijos varones que heredasen la corona. Su única hija era la infanta Beatriz de Portugal, casada con el rey Juan I de Castilla, lo que propició las aspiraciones del rey castellano sobre el Reino de Portugal. Fue Enrique Manuel de Villena el que, una vez conocida la muerte del rey Fernando I, proclamó a Beatriz reina en Lisboa.
Posteriormente, tras la batalla de Aljubarrota y las cortes de 1385, Juan, maestre de la Orden de Avis e hijo bastardo del rey Pedro I de Portugal, fue aclamado rey y gobernó como Juan I de Portugal. A la muerte del rey Fernando, Enrique Manuel primero apoyó la causa castellana y le fueron confiscadas sus tierras en Lafões que fueron entregadas en 1384 a Martín Vázquez de Acuña. En abril de 1385, había cambiado de bando y estaba al servicio del nuevo rey, Juan I, según consta por la donación del monarca a Enrique de unas casas en Lisboa y unos pazos en Sintra para él y sus descendientes.
Ya para el año siguiente, en 1386, estaba al servicio de su cuñado el rey castellano, de quien fue su ayo, pues en ese año recibió los señoríos de Montealegre, Meneses de Campos y Belmonte para compensar sus pérdidas. Estando ya en Castilla, fue miembro del Consejo Real y fue quien «tomó el juramento de Fernando de Antequera en la constitución de la regencia». Estuvo en las cortes de Guadalajara en 1408 y fue mayordomo de Leonor de Alburquerque, reina de Aragón.

## Matrimonio y descendencia
Se casó antes de 1365 con Beatriz de Sousa, hija de Pedro Alfonso de Sousa y Elvira Yáñez de Novoa, o de Martín Alfonso de Sousa y María González de Sousa, o, con mayor prueba documental, de Ruy Vásquez Ribeiro, III señor del mayorazgo de Soalhães, y de su segunda esposa Margarida Sousa. En la lista de los patronos del monasterio de Grijó (1365) aparece Margarida de Sousa, sin indicación del esposo, con su hija Beatriz «que cassou com Anrique Manuel».
Con ella tuvo a:
- Pedro Manuel de Villena (f. ca. de 1469),[e] sucedió a su padre y fue el III señor de Montealegre[f] y II de Meneses[12] y de Belmonte, se casó  con Juana Manrique de Lara,[13] hija de Gómez Manrique de Lara, I señor de Requena y de Sancha de Rojas y Guevara. Ambos fueron enterrados en el convento de San Pablo en Palencia aunque sus enterramientos han desaparecido.[14]

- Margarita Manuel de Villena, casada con Diego García de Toledo y Barroso, señor de Mejorada, Magan, Segurilla y Cervera. Después de enviudar, tuvo un hijo con el condestable Álvaro de Luna llamado Pedro de Luna y Manuel que fue señor de Fuentidueña.[15]

- Blanca Manuel de Villena[16][17] (Portugal, ca. 1380-después de 1438), camarera mayor de la reina consorte portuguesa Felipa de Lancaster[17] hacia 1407, casada en 1399[18][g] con el merino mayor del reino Ruy Vaz Coutinho,[3][19] señor de Ferreira de Aves, hijo de Vasco I Fernandes Coutinho y de su esposa Beatriz Gonçalves de Moura.[17] Fruto de este primer enlace nacieron tres hijos: Margarita de Villena, casada con Martín Alfonso de Melo,[3] Beatriz y Juan Rodríguez Coutinho. Contrajo un segundo matrimonio con Fernán Vázquez de Acuña (o bien Fernão Vasques da Cunha), II señor de Celorico de Basto, Terra da Maia y Montelongo,[18] para concebir a una única hija heredera, la tercera señora María da Cunha[20] casada con Fernán Coutinho, señor de Penaguião[21] —el hermano de Vasco II Fernandes Coutinho, I conde de Marialva,[22] y ambos nietos del ya citado Vasco I Fernandes Coutinho,[23] señor de Couto de Leomil— y fueron padres de Vasco III Fernandes Coutinho, IV señor de Celorico de Basto.[24] Este último sería el abuelo de Vasco IV Fernandes Coutinho, conquistador de la India y Malaca, y gobernador donatario del Espíritu Santo.[24]

Tuvo otros hijos, aunque se desconoce si fueron legítimos o tenidos fuera de matrimonio:
- Leonor Manuel de Villena, casada con Antonio de Cardona.[h]
- Inés Manuel de Villena, casada con Íñigo López de Mendoza,[i]
- Fernando Manuel de Villena, casado con Mencía Rodríguez de Fonseca, acompañó a su tía la reina Constanza en Portugal, estuvo en la batalla de Aljubarrota, y vivió después en Castilla. Una hija suya, Isabel Manuel, fue dama de compañía de la reina Beatriz de Portugal, y se casó con Nuño Fernández, contador de la reina.[26]
- Juan Manuel de Villena, ilegítimo de Mayor Portocarrero, I señor de Cheles, casado con Mencía Suárez de Seabra.[8]